# Pediculosis corporis
Pediculosis corporis is een huidaandoening veroorzaakt door de kleerluis (Pediculus humanus humanus). Deze luis legt eitjes in de naden van kleding. De luizen hechten zich ook aan kleding en niet zoals de zeer verwante hoofdluis aan de haren. Kleerluizen zijn hinderlijk en pijnlijk voor mensen die ermee besmet zijn omdat zij bloed zuigen. Deze luizen kunnen ziekten overbrengen zoals vlektyfus en loopgravenkoorts. De luis kan zich verspreiden door lichaamscontact en gezamenlijk gebruik van textiel zoals kleding en beddengoed.